# Варивода, Петр Семёнович
Пётр Семёнович Вариво́да (1928—1996) — советский украинский дирижёр. Заслуженный деятель искусств Украинской ССР (1975).

## Биография
Родился 12 июля 1928 года в станице Старощербиновская (ныне Краснодарский край). В 1930 году семья репрессирована и выслана в Свердловскую область (в 1994 признана пострадавшей от политических репрессий и реабилитирована). Музыкальный талант имел с детства, играл по слуху на баяне всё, что слышал; с 13 лет начал трудовую деятельность.
В 1943 году в составе 3-й фронтовой художественной бригады поехал на фронт, в этом коллективе выступал перед воинами на передовой до конца войны. За свои выступления 1945 года в Вильнюсе получил благодарность от Политического управления войск Западного фронта ПВО.
По возвращении с фронта поступил на обучение в Свердловское музыкальное училище, на 3-м курсе обучения ему было предложено продолжить учиться в консерватории.
С 1953 года был художественным руководителем ансамбля песни и танца ДК Свердловского завода «Уралэлектроаппарат».
В 1954 году окончил УГК имени М. П. Мусоргского, дирижёрско-хоровое и оперно-симфоническое дирижирование изучал у профессора М. И. Павермана.
Начиная с 1955 года работал в Свердловской детской музыкальной школе № 5, в 1959—1961 годах — руководитель оркестрового класса.
В 1961—1963 годах — дирижёр ХАТОБ имени Н. В. Лысенко, 1963—1964 годах — главный дирижёр Донецкого ГАТОБ.
Работал в оперных театрах Душанбе и Саратова.
В 1973—1994 годах — главный дирижёр Днепропетровского ГАТОБ.
С 1986 года работал преподавателем Днепропетровского музыкального училища.
Уже не будучи руководителем труппы, осуществил постановку нескольких спектаклей в Днепропетровском оперном театре.
Умер 9 января 1996 года в Днепропетровске (ныне Днепр, Украина).

## Награды и премии
- Заслуженный деятель искусств УССР (1975)
- Государственная премия УССР имени Т. Г. Шевченко (1978) — за дирижирование оперным спектаклем «Богдан Хмельницкий» К. Ф. Данькевича (новая редакция), поставленного на сцене Днепропетровском ГАТОБ